# Ambroise Bernard Marie Le Jar, chevalier Du Clesmeur
Ambroise Bernard Marie, vicomte Le Jar, chevalier Du Clesmeur, né le 15 décembre 1751 au château de Tréyer à Crozon et mort le 18 janvier 1805 à Fort Royal, est un navigateur, cartographe et garde de la Marine français.

## Biographie
Garde de la Marine dès 1767, Du Clesmeur est, comme enseigne de vaisseau, le premier officier du capitaine Julien Crozet sur le Mascarin en 1771 lors de l'expédition en Nouvelle-Zélande de Marion-Dufresne. Après le massacre de Marion-Dufresne et en l'absence de Crozet, il prend les mesures d'urgence, prend le commandement du Marquis de Castries et, après des escales à Guam et Luçon (1773) ramène l'expédition à l'île de France.
Lieutenant de vaisseau dans l'escadre de Louis-René-Madeleine de Latouche-Tréville, en février 1783, la frégate La Concorde qu'il dirige est capturée à la hauteur de Sandy-Point
En 1785, il est envoyé en mission à Riga.
Chef d'escadre des armées navales, le 12 mars 1791, la goélette L'Iphigénie qu'il commande est abordée par accident par le Duguay-Trouin, sombre en rade de Fort-de-France, noyant un officier et sept hommes.
On lui doit le récit : Nouveau voyage à la mer du Sud (1783).
Des monts de l'Île de l'Est dans l'archipel de Crozet ont été nommés en son honneur et une rue de Callac porte son nom.
Jules Verne qui utilise Les Drames de la mer d'Alexandre Dumas pour source, le mentionne dans Les Enfants du capitaine Grant (partie 3, chapitre III).